# Zenon Guldon
Zenon Henryk Guldon (ur. 24 listopada 1936 w Osowej Górze, zm. 25 lipca 2012) – polski historyk, profesor nauk humanistycznych.

## Życiorys
W 1957 ukończył studia na Uniwersytecie Mikołaja Kopernika w Toruniu. Doktoryzował się w 1962, a stopień naukowy doktora habilitowanego uzyskał w 1967. Tytuł naukowy profesora nauk humanistycznych otrzymał w 1987 roku.
Po uzyskaniu magisterium pracował jako asystent na Uniwersytecie Mikołaja Kopernika w Toruniu. W 1962 objął stanowisko adiunkta, a w 1967 roku docenta. W 1970 roku podjął pracę w Wyższej Szkole Nauczycielskiej w Kielcach, przekształconej następnie w Wyższą Szkołę Pedagogiczną i Akademię Świętokrzyską. Wraz z Wacławem Urbanem zorganizował w WSN Samodzielny Zakład Historii, którego został pierwszym kierownikiem (1970–1974). W latach 1982–1984 był nadto dyrektorem biblioteki WSP. W 1987 roku objął stanowisko profesora.
Specjalizował się w historii gospodarczo-społecznej Polski XVI–XVIII wieku. Zajmował się dziejami miast, handlu, górnictwa i hutnictwa, a także historią Żydów. W latach 1963–1964 odbył staż na Uniwersytecie Kijowskim, natomiast od 1973 do 1974 był prezesem Kieleckiego Towarzystwa Naukowego. Odznaczony został m.in. Krzyżem Kawalerskim Orderu Odrodzenia Polski (1989) i Złotym Krzyżem Zasługi (1979).

## Publikacje
- Rozmieszczenie własności ziemskiej na Kujawach w II połowie XVI w., Toruń 1964
- Opisy starostwa bydgoskiego z lat 1661–1765, Bydgoszcz 1966
- Związki handlowe dóbr magnackich na prawobrzeżnej Ukrainie z Gdańskiem w XVIII wieku, Toruń 1966
- Podziały administracyjne Kujaw i ziemi dobrzyńskiej w XIII–XIV wieku, Poznań 1974 (współautor Jan Powierski)
- Szkice z dziejów dawnej Bydgoszczy. XVI–XVIII w., Bydgoszcz 1975 (współautor Ryszard Kabaciński)
- Z dziejów handlu Rzeczypospolitej w XVI–XVIII wieku. Studia i materiały, Kielce 1980 (współautor Lech Stępkowski)
- Statystyka obrotów towarowych na komorach celnych województwa sandomierskiego. 1764–1766, Kielce 1986 (współautor Lech Stępkowski)
- Żydzi i Szkoci w Polsce w XVI–XVII wieku. Studia i materiały, Kielce 1990
- Ludność żydowska w miastach lewobrzeżnej części województwa sandomierskiego w XVI–XVIII wieku. Studium osadniczo-demograficzne, Kielce 1990 (współautor Karol Krzystanek)
- Górnictwo i hutnictwo w staropolskim okręgu przemysłowym w drugiej połowie XVIII wieku, Kielce 1994 (współautor Jacek Kaczor)
- Procesy o mordy rytualne w Polsce w XVI–XVIII wieku, Kielce 1995 (współautor Jacek Wijaczka)
- Historia Kielc do roku 1945, Kielce 2000 (współautor Adam Massalski)